# 小嶋一郎
小嶋 一郎（こじま いちろう、1935年 -  ）は、日本の俳優。

## 人物
1958年に東映ニューフェイスの第5期に合格。同期には梅宮辰夫・八代万智子・応蘭芳・高島新太郎・滝川潤がおり、東映へ入社。
1960年には『ナショナルキッド』でナショナルキッド / 旗竜作を演じたが第2部で降板しており、小池淳監督は後年その理由について、「こういう番組の主人公は健康的じゃなくてはいけないでしょ。そういった点で小嶋くんはイメージに合わなかったからです」と説明している。

## 出演作品

### 映画
- 警視庁物語 深夜便一三〇列車（1960年）
- 特ダネ三十時間 白昼の脅迫（1960年）
- 大いなる旅路（1960年）
- 地獄の渡り者（1960年）
- 俺たちの真昼（1960年）
- 不死身の男（1960年）
- 警視庁物語 血液型の秘密（1960年）
- 十七歳の逆襲 暴力をぶっ潰せ（1960年）
- 聞き込み（1960年）
- 風来坊探偵シリーズ（1961年）
  - 風来坊探偵 赤い谷の惨劇 - 香山文雄
  - 風来坊探偵 岬を渡る黒い風 - 加倉井純平
- ファンキーハットの快男児シリーズ（1961年）
  - ファンキーハットの快男児
  - ファンキーハットの快男児 二千万円の腕 - 黒谷の部下
- 南太平洋高し（1962年）
- 新婚シリーズ 月給日は嫌い（1962年）
- 最初が肝心（1962年）
- 花と嵐とギャング（1962年）
- 東京アンタッチブル（1962年）
- 警視庁物語 十代の足どり（1963年）

### テレビ映画
- ナショナルキッド（1960年、第1・2部） - 初代ナショナルキッド / 旗竜作
- 特別機動捜査隊 - 村上刑事